# Sergej Michajlovič Ljapunov
Sergej Michajlovič Ljapunov (rusky Сергей Михайлович Ляпунов; 30. listopadu 1859, Jaroslavl – 8. listopadu 1924, Paříž) byl ruský hudební skladatel, dirigent a pianista. Jeho bratry byli Alexandr Ljapunov, ruský matematik, a Boris Michajlovič Ljapunov, ruský slavista.

## Život
Ljapunov se narodil 30. listopadu 1859 v Jaroslavli, hlavním městě stejnojmenné oblasti. V osmi letech mu zemřel otec a matka se s dětmi přestěhovala do Nižního Novgorodu. Zde navštěvoval základní školu a hudební školu, kterou v té době v Novgorodu založila Ruská hudební společnost. V roce 1878 vstoupil na Moskevskou konzervatoř, kde studoval pod vedením Karla Klindwortha (klavír) a Sergeje Tanějeva (skladba).
Absolvoval v roce 1883. Byl přitahován spíše národními hudebními prvky Nové ruské školy než více kosmopolitními tendencemi Petra Iljiče Čajkovského a Sergeje Tanějeva. V roce 1885 proto odešel do Petrohradu, vyhledal Milije Balakireva a stal se horlivým příznivcem skupiny skladatelů Mocná hrstka, kterou Balakirev vedl. Balakirevův vliv se pak projevuje v celém Ljapunově skladatelském díle.
V roce 1893 pověřila Imperiální geografická společnost Ljapunova, Balakireva a Ljadova sběrem lidových písní v oblasti Vologdy, Vjatky a Kostromy. Sebrali na 300 písní, které Společnost publikovala v roce 1897. Ljapunov 30 písní aranžoval pro zpěv a klavír a témata těchto písní používal v devadesátých letech ve svých skladbách.
Ljapunov měl velký úspěch jako koncertní klavírista. V letech 1910–1911 vykonal několik koncertních cest po zemích západní Evropy, včetně Rakouska a Německa. Na jaře roku 1910 nahrál některé své skladby na gramofonové desky. Po roce 1904 vystupoval také jako dirigent.
Vystřídal Nikolaje Rimského-Korsakova ve funkci ředitele Imperiálního orchestru a stal se i ředitelem Bezplatné hudební školy. V roce 1911 byl jmenován profesorem petrohradské konzervatoře. Po bolševické revoluci emigroval v roce 1923 do Paříže. Působil jako ředitel hudební školy pro ruské emigranty a následujícího roku zemřel na srdeční selhání. Oficiální sovětská místa uváděla, že zemřel během koncertního turné v Paříži.

## Dílo

### Orchestrální skladby
- Balada a ouvertura cis-moll, op. 2 (1883/1894–6)
- Klavírní koncert č. 1 es-moll, op. 4 (1890)
- Slavnostní předehra na ruské téma C-dur, op. 7 (1896)
- Symfonie č. 1 h-moll, op. 12 (1887)
- Polonaise Des-dur, op. 16 (1902)
- Rapsodie na ukrajinské téma fis-moll pro klavír a orchestr, op. 28 (1907)
- Żelazowa Wola, (místo narození Fryderyka Chopina), symfonická báseň h-moll, op. 37 (1909)
- Klavírní koncert č. 2 E-dur, op. 38 (1909)
- Hašiš, symfonická báseň h-moll, op. 53 (1913)
- Houslový koncert d-moll, op. 61 (1915, revize 1921)
- Symfonie č. 2 b-moll, op. 66 (1917)

### Klavírní skladby
- Tři skladby, op. 1 (1887–8)
- Rêverie du soir, op. 3 (1880/1903)
- Impromptu, op. 5 (1894)
- Preludium Des-dur (1895)
- Sedm preludií, op. 6 (1896)
- Nocturne, op. 8 (1898)
- 2 mazurky, op. 9 (1898)
- 12 transcendentálních etud, op. 11 (1900–1905)
- Polonaise, op. 16 (1902)
- Mazurka č. 3 e-moll, op. 17 (1902)
- Novellette, op. 18 (1903)
- Mazurka č. 4 As-dur, op. 19 (1903)
- Valse Pensive Des-dur, op. 20 (1903)
- Mazurka č. 5 b-moll, op. 21 (1903)
- Chant du crépuscule, op. 22 (1904)
- Valse-impromptu No. 1 in D, op. 23 (1905)
- Mazurka č. 6 G-dur, op. 24 (1905)
- Tarantelle, op. 25 (1906)
- Chant d'automne, op. 26 (1906)
- Sonáta f-moll, op. 27 (1906–8)
- Valse-impromptu č. 2 Ges-dur, op. 29 (1908)
- Mazurka č. 7 in Gis-moll, op. 31 (1908)
- Dvě části z Glinkovy opery Ruslan a Ludmila, op. 33 (1907–8)
- Humoreska, op. 34 (1909)
- Divertissements, op. 35 (1909)
- Mazurka č. 8 g-moll, op. 36 (1909)
- 3 skladby, op. 40 (1910)
- Fêtes de Noël, op. 41 (1910)
- Scherzo, op. 45 (1911)
- Barcarolle, op. 46 (1911)
- Variace na ruské téma, op. 49 (1912)
- Grande Polonaise de Concert, op. 55 (1913)
- 3 skladby, op. 57 (1913)
- Preludium a Fuga, op. 58 (1913)
- Prelude in G-major (1913–16)
- 6 snadných skladeb, op. 59 (1914)
- Variace na gruzínské téma, op. 60 (1915)
- Sonatina Des-dur, op. 65 (1917)
- Valse-impromptu č. 3 E-dur, op. 70 (1919)
- Scherzo F-dur (?)
- 6 malých skladeb pro začátečníky (1918–19)
- Toccata a fuga (1920)
- Canon (1923)
- Allegretto scherzando (1923)
- Saltimbanques (1924)

### Vokální skladby
- 30 ruských lidových písní, op. 10 (1901)
- 35 ruských lidových písní, op. 13 (před 1897)
- Čtyři písně, op. 14 (1900)
- Ruské písně, op. 15 (1900)
- Čtyři písně, op. 30 (1908)
- Čtyři písně, op. 32 (1908)
- Tři písně, op. 39 (1909)
- Tři písně, op. 42 (1910–11)
- Sedm písní, op. 43 (1911)
- Tři písně, op. 44 (1911)
- 5 kvartet pro mužské hlasy, op. 47 (1912)
- 5 kvartet pro mužské hlasy, op. 48 (1912)
- Čtyři písně, op. 50 (1912)
- Čtyři písně, op. 51 (1912)
- Čtyři písně, op. 52 (1912)
- Čtyři písně, op. 56 (1913)
- Duchovní díla pro smíšený sbor, op. 62 (1915)
- Žalm 140 pro zpěv, varhany a harfu, op. 64 (1916/1923)
- Večerní píseň, kantáta pro tenor, sbor a orchestr, op. 68 (1920)
- Čtyři písně, op. 69 (1919)
- Čtyři písně, op. 71 (1919–20)

### Jiné skladby
- Prelude-pastorale pro varhany, op. 54 (1913)
- Sextet b-moll pro klavír dvoje housle, violu, violoncello a kontrabas, op. 63 (1915/1921)
- Orchestrální transkripce Balakirevovy skladby Islamej